# Побєгайло Костянтин Михайлович
Костянтин Михайлович Побєгайло (3 січня 1907, місто Вовчанськ Харківської губернії, тепер Харківської області — 31 серпня 1971, місто Київ) — український радянський діяч, міністр енергетики і електрифікації Української РСР. Депутат Верховної Ради УРСР 6—8-го скликань. Кандидат у члени ЦК КПУ в 1966 — серпні 1971 року.

## Біографія
Народився в родині службовця. У 1924 році закінчив професійно-технічну школу в місті Слов'янську.
Трудову діяльність розпочав у 1924 році слюсарем та машиністом двигуна механічних майстерень міста Слов'янська.
У 1925—1930 роках — студент Київського політехнічного інституту.
У 1930—1938 роках — на інженерних посадах в енергосистемах Краматорська: інженер, заступник начальника Краматорської електростанції (теплоелектроцентралі) Донецької області. Водночас працював викладачем Краматорського вечірнього машинобудівного інституту.
У 1939—1941 роках — диспетчер районного управління «Донбасенерго» в місті Горлівці, заступник головного інженера Зуївської ДРЕС Сталінської області.
У грудні 1941—1949 роках — головний інженер Орської теплоелектроцентралі (ТЕЦ) Чкаловської області РРФСР.
Член ВКП(б) з 1943 року.
З 1949 року — головний інженер, керуючий районного енергетичного управління «Донбасенерго» в місті Горлівці Сталінської області.
13 листопада 1962 — 31 серпня 1971 року — перший міністр енергетики і електрифікації Української РСР.
Похований в Києві.
2006 року в Києві на фасаді будинку, де він працював, встановлена пам'ятна дошка. Встановлена пам'ятна дошка також у місті Горлівці на будинку Донбаської електричної системи. У Вовчанську йому встановлено погруддя.

## Нагороди
- два ордени Леніна
- орден Жовтневої Революції
- орден Трудового Червоного Прапора
- медалі
- заслужений енергетик Української РСР (1962)